# 第三屆電影頒獎禮
第三屆電影頒獎典禮1983，由汪明荃及盧大偉主持，是無綫電視在1983製作的搞笑電視節目，在綜合性節目歡樂今宵中播出。
節目由多名搞笑藝員，將當年的話題電影翻拍搞笑版本，更模仿當年的歌手、電影、電視界藝人。

## 演員列表
1. 盧國雄-許冠文
2. 陳欣健-麥嘉
3. 廖啟智-許冠傑
4. 斑斑-張艾嘉
5. 廖偉雄-劉家良,麥德和
6. 盧海鵬-沈殿霞,洪金寶(洪三寶)
7. 余綺霞-鍾楚紅
8. 阮兆輝-林正英,顧嘉輝
9. 子明-關正傑
10. 林建明中文-珍茜摩爾(煎西多士)
11. 鄧英敏-基斯杜化李夫
12. 羅蘭
13. 譚炳文
14. 葉德嫻-蕭芳芳,林碧琪
15. 吳麗珠
16. 羅浩楷-林子祥
17. 莊文清-馬斯晨

## 最佳導演
1. 得獎電影：最佳拆檔
2. 其他提名電影：十八般濕滯、鬼馬兜巴星、殺入羅浩街

## 最佳男主角
1. 得獎電影：鬼吔鬼﹣洪三寶(盧海鵬扮演)
2. 其他提名電影：謀人寺、阿燦出街、Friend去打Band

## 最佳女主角
1. 得獎電影：時光返頭七十年-煎西多士(林建明扮演)
2. 其他提名電影：污泥中的酒程、水彩淋滿身、無啦的愛

## 最佳青春片
1. 得獎電影：靚妹釘
2. 其他提名電影：2.5千克、烈火鵪鶉、拖腳仔

## 最佳寫實電影
1. 得獎電影：頭崩大海
2. 其他提名電影：荒謬人、白粥溝牛奶、殺出沖涼盤